# عدالت (روزنامه)
عدالت نام یکی از مطبوعات استان فارس در دوران قاجاریه است.
این روزنامه از سال ۱۳۴۰ هـ.ق به وسیله محمدحسن عدالت در شیراز به چاپ رسیده است.